# おまつ監督
おまつ監督（おまつかんとく）は、日本の映画監督。
福岡県北九州市門司区出身。身長173cm。
現在の所属は、芸能プロダクションの株式会社OKエンターテインメント。役職は取締役副社長。

## 来歴・人物

### OKエンターテインメント移籍
平成26年11月には橋本力 (野球)や丹羽又三郎などが所属する株式会社OKエンターテインメントに執行役員として正式に就任した。

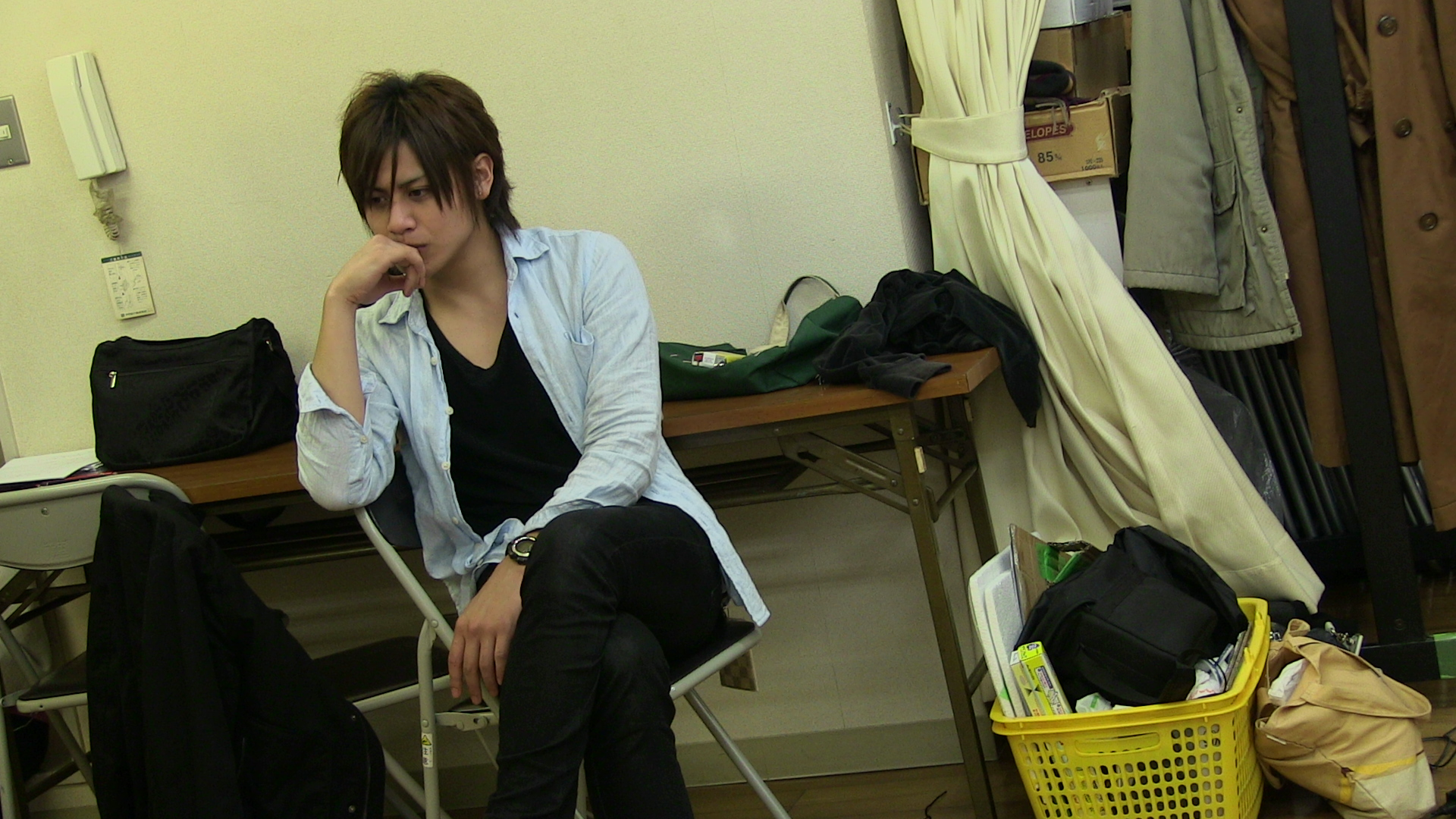